# Нісі-Ідзу

Ні́сі-І́дзу (яп. 西伊豆町, にしいずちょう, МФА: [ɲiɕi̥ id͡zu t͡ɕoː]?) — містечко в Японії, в повіті Камо префектури Сідзуока. Розташоване в південно-східній частині префектури, на заході півострова Ідзу, на березі Тихого океану. Отримало статус містечка 1956 року. Площа становить 105,52 км². Станом на 1 серпня 2011 року населення складало 9240  осіб, густота населення — 87,6 осіб/км². Основою економіки є рибальство.  В населеному пункті розташовані численні гарячі джерела.